# Kinzau-Mvuete
Kinzau-Mvuete este un oraș în  provincia Bas-Congo, Republica Democrată Congo. În 2012 avea o populație de 18 676 de locuitori, iar în 2004 avea 15 300.